# Desmiphora scapularis
Desmiphora scapularis är en skalbaggsart som beskrevs av Bates 1885. Desmiphora scapularis ingår i släktet Desmiphora och familjen långhorningar.
Artens utbredningsområde är:
- Costa Rica.
- Panama.
- Venezuela.

Inga underarter finns listade i Catalogue of Life.